# Sestilio Matteocci
Sestilio Matteocci (Vazia, 9 maggio 1904 – 22 giugno 1940) è stato un militare italiano, insignito della medaglia d'oro al valor militare alla memoria nel corso della seconda guerra mondiale.

## Biografia
Nacque a Vazia (frazione del comune di Rieti) il 9 maggio 1904, figlio di Pietro e Antonia Pettine.
Proveniente da modesta famiglia di agricoltori, nel 1923 si arruolò volontario nel Regio Esercito iniziando a frequentare la Scuola allievi sottufficiali di Roma, conseguendo nel gennaio 1924 la promozione a sergente e venendo contemporaneamente posto in congedo.  Riammesso in servizio attivo a domanda nell'ottobre 1925 e trasferito nel Regio corpo truppe coloniali della Cirenaica, l'anno successivo fu promosso sergente maggiore in forza al V Battaglione cacciatori. Nel 1930 fu ammesso a frequentare come allievo la Regia Accademia Militare di Fanteria e Cavalleria di Modena, conseguendo la promozione a sottotenente in servizio permanente effettivo nell'arma di fanteria nell'ottobre del 1932. Frequentata la Scuola di applicazione era destinato a prestare servizio presso il 63º Reggimento fanteria "Cagliari"dove, nel 1934, fu promosso tenente. Nell'aprile del 1935 fu trasferito al Regio corpo truppe coloniali della Somalia italiana e partecipò alla guerra d'Etiopia nel VII Battaglione arabo-somalo del III Raggruppamento, e dopo il termine della guerra alle successive operazioni di grande polizia coloniale.  Rientrato dall'Etiopia con il grado di capitano per meriti di guerra venne destinato all'89º Reggimento fanteria "Salerno" della 5ª Divisione fanteria "Cosseria", assumendo il comando della compagnia arditi. con la quale entrava poi in guerra nel giugno 1940 sul fronte alpino occidentale. Cadde in combattimento a Les Granges St. Paul il 22 giugno 1940, e fu insignito della medaglia d'oro al valor militare alla memoria.

### Fonti
1. ↑  Gruppo Medaglie d'Oro al Valore Militare 1965, p. 339.
2. ↑  Gazzetta Ufficiale del Regno d'Italia n.42 del 18 febbraio 1941, pag.798.
3. 1 2 3 4 5 6 7 8  Combattenti Liberazione.
4. ↑  quirinale.it
5. ↑  Registrato alla Corte dei conti addì 14 dicembre 1940,  registro 46 guerra, foglio 51.
6. ↑  Registrato alla Corte dei conti addì 18 marzo 1943,  registro 2 Africa Italiana, foglio 276.
7. ↑  In commutazione della croce di guerra al valor militare già concessa con R. decreto 4 novembre 1938-XVII
8. ↑  Registrato alla Corte dei conti addì 28 febbraio 1940, registro n.8, foglio 16.